# 3004 Knud
3004 Knud (1976 DD) là một tiểu hành tinh vành đai chính được phát hiện ngày 27 tháng 2 năm 1976 bởi R. M. West ở La Silla.